# تام مک‌برین
تام مک‌برین (به انگلیسی: Tom McBreen) (زادهٔ ۳۱ اوت ۱۹۵۲) شناگر اهل ایالات متحده آمریکا است.